# Juhan Lilienbach

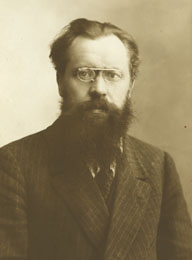
Juhan Lilienbach, 1917

Juhan Lilienbach (Pseudonyme Lilleoja, Lilleoru und Mürgioja; * 12. Oktoberjul. / 24. Oktober 1870greg. in Paatna, Kreis Lääne-Viru; † 9. Mai 1928 in Leningrad) war ein estnischer Dichter und Verleger.

## Leben
Lilienbach besuchte die Gemeindeschule in Paatna und war danach als ungelernter Arbeiter in Rakvere, Illuka und Jõhvi tätig. In dieser Zeit sammelte er auch estnische Volksdichtung. 1901 ging er nach Tallinn, wo er in einem Hafenkontor arbeitete und sich sozialdemokratischen Kreisen anschloss. Ab 1905 gab er die Revolution unterstützende Literatur heraus, ab 1909 in seinem eigenen Verlag Mõte ('Gedanke').1918 verließ er gemeinsam mit den abziehenden Bolschewiken Tallinn und ließ sich in Petrograd nieder. Hier hat er sich bis zu seinem Tode an einer Herzkrankheit um die Herausgabe estnischer Bücher in der Sowjetunion verdient gemacht.

## Literarisches und verlegerisches Werk
Als Dichter debütierte Lilienbach Ende des 19. Jahrhunderts in Zeitungen. Nach seiner Hinwendung zum Sozialismus wurden seine Gedichte zusehends politischer, so dass die finnische Schriftstellerin Aino Kallas in einer Besprechung nichts Lesenswertes an ihnen fand. Dennoch sind seine satirischen und atheistischen, antiklerikalen Gedichte hervorzuheben. Gerade mit letzteren knüpfte er an die Tradition der estnischen Volksdichtung an. Obwohl zeit seines Lebens nur ein Gedichtband erschienen ist und die Anzahl seiner Gedichte nicht groß ist, verkörpert er hiermit eine besondere Tradition innerhalb der estnischen Lyrik. Außerdem ist er als Verfasser von Epigrammen hervorgetreten.
Wichtiger war seine Tätigkeit als Verleger und Publizist. Er redigierte zahlreiche Zeitungen, Zeitschriften und Sammelbände, wobei er immer wieder mit den Zensurbehörden in Konflikt geriet. Neben marxistischer Sachliteratur edierte er aber auch wichtige zeitgenössische Literatur wir zum Beispiel Werke von Eduard Vilde. Mit letzterem führte er eine ausführliche Korrespondenz, zumal auch Vilde sozialdemokratischen Kreisen zuzurechnen war.

## Bibliografie
- Ommikulaulud ('Morgenlieder'). Tallinn: Mõte 1909. 124 S.